# Цветан Младенов (футболист)
Цветан Младенов-Торес е бивш български футболист. Роден на 25 април 1941 г. Играе на поста защитник либеро. Играл е за Миньор(Враца) (1963 – 1964) Доростол (1965 – 1975). Има 255 мача и 25 гола за Доростол в Б група.